# راينر شتاهيل
راينر شتاهيل (بالألمانية: Rainer Stahel)‏ هو طيار وضابط ألماني، ولد في 15 يناير 1892 في بيلفلد في ألمانيا، وتوفي في 30 نوفمبر 1955 في موسكو في روسيا.